# Santa Maria Imbaro
Santa Maria Imbaro är en ort och kommun i provinsen Chieti i regionen Abruzzo i Italien. Kommunen hade 2 040 invånare (2018).